# 폼페이아 플로티나
폼페이아 플로티나 클라우디아 포에베 피소(Pompeia Plotina Claudia Phoebe Piso), 혹은 줄여서 폼페이아 플로티나 (121/122년 사망)는 로마 제국의 황후이자 로마 황제 트라야누스의 아내이다. 철학에 대한 관심, 그녀의 미덕과 기품, 검소함으로 유명하다. 특히나 그리스 아테네의 에피쿠로스 학파에 헌신했다. 그녀는 로마인들에게 적당한 세금을 부여하고, 교육을 증진시켰으며, 가난한 자들을 돕고, 로마 사회에 관용을 만들었다고 종종 여겨진다.

## 생애
폼페이아 플로티나는 추정상 네로 황제 재위 시기(54–68년), 히스파니아 속주에 있는 Tejada la Vieja (에스카세나 델 캄포)에서 태어나고 자랐다. 그렇지만 그녀가 70년대에 태어났을 수도 있다. 그녀는 방대한 정치적 및 가문간의 연결 관계를 갖고 있던, 루키우스 폼페이우스와 플로티아의 딸이었다. 트라야누스는 황제에 오르기 이전에 그녀와 결혼했으며, 행복한 결혼 생활에도 불구하고 이들 사이에 자녀에 대해선 알려진 것이 없다.
트라야누스의 즉위에 따라 황궁으로 입성한 플로티나는 자신을 바라보던 이들을 향해 돌아서서 “내가 떠날 때 내가 되고 싶었던 여성의 종류로서, 이곳에 내가 들어왔다”라며 조심스럽게 말했다고 한다. 그녀는 로마의 전통적인 기혼여성으로서 행동하고, 로마의 신성한 불의 수호자인 베스타, 전쟁 및 지혜의 여신 미네르바 같은 정숙한 여신들과 연관되는 등, 이를 통해 도미티아누스 재위기뿐만 아니라 율리우스-클라우디우스 왕조 시기를 특징지었던 내부 다툼이라는 악취미를 몰아내려 했다. 100년에, 트라야누스는 그녀에게 아우구스타라는 칭호를 선사했지만, 그녀는 이를 105년까지 받아들이지 않았다. 플로티나는 또한 112년까지 주화에 나타나지 않았다.
미래의 황제인 하드리아누스와 하드리아누스의 누이가 10살 혹은 11살에 부모를 잃었을 때, 트라야누스와 로마 장교 푸블리우스 아킬리우스 아티아누스가 이들의 후견인이 되었다. 하드리아누스는 트라야누스의 5촌 (트라야누스의 아버지와 하드리아누스의 친할머니가 형제자매 사이였다) 플로티나는 하드리아누스와 그의 미래 아내인 비비아 사비나 사이를 이어준 인물이었다.
플로티나의 서명이 담긴, 트라야누스가 임종 중에 작성했다고 전해지는 유서가 로마에 나타났고, 그 유서에서 그가 하드리아누스를 입양하고 제국의 후계자로 지명한다는 내용이 전해지자, 의혹들이 일어났다. 아티아누스와 황후 플로티나가 자신들의 피후견인이었던 하드리아누스를 매우 좋아했으며, 이들이 117년 8월 킬리키아의 셀리누스에 있는 트라야누스 임종에 있었다는 점에서 이들이 연인 관계였다라는 것과 트라야누스의 유언을 꾸며내어 하드리아누스의 계승을 확고히 하는 걸 도왔다라는 소문이 일어났다.
Annelise Freisenbruch는 “2세기의 조용한 배우자였던 플로티나는, 이에 따라 남편의 죽음을 덮었거나 음모를 꾸몄다라는 의혹을 제기받은 로마 제정 시대의 여성들인 리비아, 아그리피나 미노르, 도미아에 합류했다.”라며 이 의혹을 부정했다. 그녀는 트라야누스가 단순히 직접 편지를 쓰기엔 너무 쇠약해졌을 수도 있다라며, 왜 플로티나의 서명이 그 선언문에 합법적으로 있을 수 있는지에 대한 많은 그럴듯한 해명들이 있다고 언급했다. Freisenbruch는 또한 이러한 종류의 의혹들이 수 세기간 지배자의 배우자들에게 뒤따랐다라며 언급했다.
아티아우스 그리고 마티디아와 함께, 비탄에 잠긴 미망인 플로티나는 셀레우키아로 향하는 트라야누스의 시신과 같이 동행했고 로마로 향하는 그의 유해와 동행했다.
플로티나의 가장 잘 기록된 행적들이 일어난 것은 미망인이었을 때였다. 121년 동안에, 하드리아누스 황제가 속주들을 시찰하고 있는 동안, 플로티나와 그는 누가 아테네의 에피쿠로스학파의 수장이 되어야 하는지를 논하는 여러 문서들에 관여했었다. 그녀는 에피쿠로스 학파의 수장 역할을 하던 포필리우스 테오티무스가 실제 수장이 되도록 하게 끔하는 법의 개정 요청을 했다. 이에 대한 반응으로 하드리아누스는 그녀의 주장을 받아들였으며, 관련 문서들이 연속된 비문들에 보존되었다. Freisenbruch는 “문헌 기록속에 그녀의 수동적인 모습과는 완전히 대조적으로, 아테네의 이 비문은 플로티나를 한때 리비아가 누렸던 황제에 대한 일종의 접근권을 갖고, 자신의 본심에 가까운 동기를 위해 활동적이었던 고도로 교육받은 여성으로 재탄생시켰다”라며 언급했다.
플로티나가 병으로 사망하자, 그녀는 신격화되었다. 하드리아누스는 프로방스의 님에 그녀를 기리는 신전을 지었다.

## 추가 서적 자료
- (프랑스어) Minaud, Gérard, Les vies de 12 femmes d’empereur romain - Devoirs, Intrigues & Voluptés , Paris, L’Harmattan, 2012, ch. 6,  La vie de Plotine, femme de Trajan, pp. 147–168.

| 왕실의 칭호          | 왕실의 칭호          | 왕실의 칭호        |
| -------------------- | -------------------- | ------------------ |
| 이전 도미티아 롱기나 | 로마의 황후 98–117년 | 이후 비비아 사비나 |